# Yderla Anzoátegui

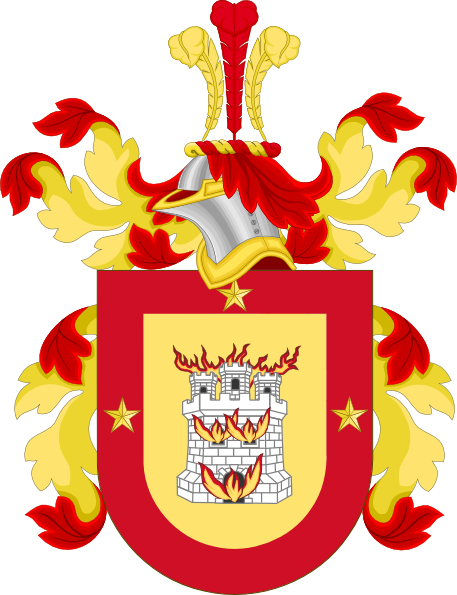
Escudo de Armas de la familia Anzoátegui.

Yderla Anzoátegui (25 de Mayo, provincia de Buenos Aires; siglo xx-27 de agosto de 2003) fue una escritora, pensadora feminista y poetisa argentina.

## Biografía
Cursó sus estudios en Bolívar ciudad de la provincia de Buenos Aires. Publicó su primer libro de poesías en 1949, titulado "El sueño de la sombra". Luego continuó publicando diversas obras de corte histórico-biográfico, hagiográfico y sobre feminismo. Colaboró en los diarios La Prensa, Clarín y Atlántida.
Trabajó en la Cancillería argentina hasta 1953. Ocupó cargos directivos en el Instituto Femenino de Educación Política, el Ateneo Femenino Radical, la Agrupación Mujeres del radicalismo y la Asociación Descendientes de Guerreros y Próceres de la Independencia Argentina y Sudamericana. [cita requerida]

## Obras
- El sueño de la sombra, 1949.
- Remedios de Escalada, la gran predestinada, 1950.
- Alem e Yrigoyen, 1951.
- La hija del héroe (con motivo de la llegada de los restos de Mercedes San Martín de Balcarce), 1951.
- La mujer y la política. Historia del feminismo mundial, 1953.
- Sarmiento, vida heroica, 1957.[6]
- José Roger Balet, sembrador de escuelas, su vida y su obra, 1961.
- Meneses contra el hampa, relatos policiales, 1962.[7]
- Crisólogo Larralde: paladín de la democracia, 1965.[8]
- Madre María. Pastora inmortal, 1969.
- Prosperina de América, 1971. Esta obra puede ser consultada en las bibliotecas de la Universidad de Florida, y en Stony Brook University, de Estados Unidos.[9]
- Miguelito, vida de un misionero, 1971.
- In memoriam de una santa mujer, 1973.
- Difunta Correa, 1975.
- La Virgen y el Santo Rosario, 1976.
- Apariciones de la Virgen en Lourdes y vida de Bernardita, 1978.